# Sony Ericsson K510
Sony Ericsson K510 — сотовый телефон, выпущенный Sony Ericsson в феврале 2006 года. Устройство обладает 262144-цветным TFT LCD экраном с разрешением 128x160 пикселей, 28 МБ общей памяти, 1.3-мегапиксельной камерой, программой для чтения ленты RSS, поддержкой 3D-графики, громкоговорителем, воспроизведением MP3 и AAC звуковых файлов, записью и воспроизведением 3GP, подключением Bluetooth и ИК портом. K510i доступен в трёх цветовых схемах: чёрный, розовый и красный, причём пользователь может покупать дополнительные сменные панели Style-Up™ Covers Website.

## Модификации
- K510i — 900/1800/1900 МГц глобальная (International)
- K510c — 900/1800/1900 МГц для Китая (China)
- K510a — 850/1800/1900 МГц для Америки (America)

## Функциональность и характеристики

### Изображения
Телефон обладает встроенной 1,3-мегапиксельной камерой, которая может снимать изображения трёх разрешений — большие (1280*1024), средние (640*480) и маленькие (160*120). 
Телефон имеет функцию цифрового приближения, которая позволяет приближать до 2x для средних (640*480) и до 4x для малых (160*120) изображений. Также пользователь может выбирать между настройками качества Нормальный и Хороший. Получаемые изображения сжимаются в JPEG-формат.
Другие функции:
- Эффекты Черно-белый, Негатив, Сепия и Соляризация
- Ночной режим, где изображение улучшается при съемке тёмных изображений
- Таймер, при котором изображение автоматически снимается через указанный промежуток времени

Камера также может быть использована совместно с микрофоном для записи видео (в 3GP формат), с разрешением 176*144 или 128*96 пикселей. Эффекты (перечисленные выше) и Ночной режим также могут быть использованы при съёмке видео.

### Общение
- SMS
- MMS
- Предикативный ввод
- Электронная почта
- Диктофон
- LMS

### Развлечения
- 3D Java игры
- Проигрыватель
- Тоны (MP3/AAC)
- Music DJ™
- Photo DJ™
- Video DJ™
- PlayNow™
- Панели Style-Up™
- Внешняя фотовспышка MC-60 (не в комплекте)

### Интернет
- Access NetFront™ Web Browser
- Модем
- RSS feeds

### Соединения
- Bluetooth
- ИК-порт
- GPRS
- Поддержка USB

### Память
- 28 МБ встроенной памяти, но может варьироваться в зависимости от подключенной сети и поставки.
- Телефон не имеет поддержки карт памяти, таким образом невозможно её расширение.
- 1 МБ оперативной памяти, следовательно запускаются 3D Java — игры свыше 1,5 МБ.

### Размеры
- Размеры: 101 x 44×17 мм
- Масса: 82 г

## Обзоры в специализированных изданиях
- Николай Надеждин. Обзор Sony Ericsson K510i – не Walkman`ом единым. Mobiset (21 сентября 2006). Дата обращения: 10 октября 2021.
- Обзор сотового телефона Sony Ericsson K510i: проторёнными тропами. Mforum.ru (11 сентября 2006). Дата обращения: 10 октября 2021.
- Sony Ericsson K510 review (англ.). GSM Arena (29 мая 2006). Дата обращения: 10 октября 2021.
- Test: Sony Ericsson K510i (чеш.). dTest (1 марта 2007). Дата обращения: 10 октября 2021.